# テラプロジェクト
一般社団法人テラプロジェクト（いっぱんしゃだんほうじん テラプロジェクト 英: Thera-Projects Associates）は、「植・食、健康」をテーマとした研究や製品・商品の共同開発を行う産学連携組織で、新しいSocial Business　創出など新システム構築を共創で進めている。大阪富国生命ビルの4F（１３８０平米）に本拠を置く。

## 概要
植物、食品、健康（植・食、健康）を3つのキーワードとした、モノつくり、コトつくりの産学連携・Social Businessシステム構築の共創組織。市民のニーズに企業や大学の専門家が知識と技術を投入して製品・商品開発を工房 (Studio) で実践する。 大阪富国生命ビル4F （1380 ㎡）を活動基盤とし、3S (Show, School, Studio) を具現化するべく、常設のイベントブースと共同研究を進める企業をテナントとして受け入れる商談ブースを備えている。
大阪富国生命ビル4Fにある産学連携活動支援施設 『まちラボ』 では、各企業が開設したショールームで、『植・食、健康』をテーマとした展示 (Show) を行うほか、セミナー (School) などを開催する。これらを通して消費者からアイデアを集め、オープンイノベーションを実践し、製品・商品開発につながる情報収集と売れるモノつくりを工房(Studio)で行う。産学連携は、From Living room to Laboratory 精神でモノづくり・コトづくりに臨んでいる。また、「社団」 テラプロジェクトをハブとして、企業と大学が共同で外部の研究開発資金獲得に努め、大学内に研究拠点 (Studio) を設けて共同研究を実施している。
モノつくり、コトつくりに関わる共同研究・開発、委託研究等を通じ、研究成果の活用推進および産業の発展に寄与することを目的とした包括連携協定を、大阪府立環境農林水産総合研究所、近畿大学、京都造形芸術大学、羽衣国際大学、森林医学研究会、中国農業科学院農産品加工研究所 等と締結している  。
その他、中高齢者向けの市民講座「塾 SiN」を開設しており、植物学（園芸学）・食品学、スーパーフード学、アンチエイジング学などの講座を開設し、授業内容は、潤いのあるライフスタイル構築や社会貢献に役立つ内容となっている。さらに、塾生は、施設内のオープンガーデン（市民ガーデン）で、修得した室内緑化の実践技術（緑技）を、施設内「私の箱庭」を使って磨く企画を実施。
その他
特許申請に関する支援やソーシャルビジネスシステムつくり支援を実施。企業の要請を受け、テラプロジェクトと密に連携可能な法人（一般社団法人等）の設立支援を手掛け、智の木協会、日本みどりのプロジェクト推進協議会、（一社）ガラス未来研究所、日本杜仲研究センター、スーパーフード学術機構、日本みどりの研究所、徳島フルーツリサーチセンター等、産学連携のプラットフォームとなる連携法人を設立し、連携事業を進めている。
また、商標登録として、 One Green, 「植育」みどりのサンタ、GOJIAI「ごじあい」、Green Hospitality OSAKA　等を取得。当該権利の公益使用を認可すると共に、その普及活動のパートナーに使用許可を与えている。
大阪市の委託を受けた、ネーミングライツ方式による花壇（フラワーケーキ）を大阪梅田、NAVIO阪急東角に設置し、みどりのまちづくり実証起点として啓発活動に役立てている。
また、Ｏne Ｇreen 活動・植育活動を普及すべく、智の木協会と連携し、【植育】の一環として、毎年、１２月には、大阪市梅田茶屋町を中心に、みどりの回廊づくりを実施。また、個人個人が自らの手で植物を育てる取り組みを社会活動として定着するよう、みどりのアンバサダー役の「みどりのサンタ」を創出し、市民にその役割を担ってもらう地道な活動を展開。

## 沿革
- 2010年9月30日 一般社団法人 テラプロジェクト 設立
- 2011年2月1日 大阪富国生命ビル4階に産学連携活動支援施設「テラプロジェクト・まちラボ」を開設
- 2011年7月29日 中高齢者向け市民講座「第三世代大学 塾 SiN」開講
- 2011年12月 植物（みどり）に親しむ環境を提供することを目的として、各種団体（行政、大学、民間事業者、地域団体など）がテーマを持ったクリスマスツリーを展示するイベント、「世界クリスマスツリー市民選手権2011」を開催　（次年度以降も毎年開催）
- 2012年7月20日 「テラプロジェクト一周年記念シンポジウム」を開催
- 2012年12月3日 専門家の参加を可能としたモノつくり、コトおこし研究会支援システム、「大阪産業技術２１フォーラム」設立
- 2013年1月26日 東北支援物産展「いのちの森の市場」スタート
- 2013年2月16日 市民参加シンポジウム「未来を切り拓く植物バイオのチカラ」開催 [9]（主催：日本学術振興会 産学協力研究委員会 地球環境・食糧・資源のための植物バイオ第160委員会　産学連携活動強化プログラム「未来を切り拓く遺伝子改変植物の一般社会への発信事業」）
- 2013年7月30日、31日 中学生対象　夏休み科学実験教室「植物の香りに秘められたチカラを調べよう！」シンポジウム　開催（主催：日本学術振興会 産学協力研究委員会 地球環境・食糧・資源のための植物バイオ第160委員会　産学連携活動強化プログラム「未来を切り拓く遺伝子改変植物の一般社会への発信事業」）
- 2013年8月31日 第三世代大学「大人の塾ＳｉＮ」 資産形成倶楽部 ELD 開講
- 2013年9月28日 モノつくりを支援するための、新たな取り組み「わらしべ市（第1回）」を開催（企業・個人が製作した商品・試作品を、お互いに評価し合い、知・技を投入してより良い商品にするための物々交換市。） [10] [11]
- 2013年10月19日 なにわ・智頭町みどり塾　第１部　開講 [12]
- 2014年1月7日 まちラボギャラリーオープン。オープニング写真展「厳寒の旅を行く」
- 2014年3月21日 シンボルグリーン東梅田　都市緑化周知イベント開催 [13] [14]
- 2015年7月4日 シンボルグリーン東梅田「One　Green　フラワーケーキ」完成記念セレモニー、およびシンポジウム開催 [15] [16] [17]
- 2015年11月29日 おおさかグレートサンタラン （一般社団法人OSAKAあかるクラブ 主催）にて、「植育」イベント 大阪みどりのサンタ・ラン「みどりのサンタとクリスマスツリー作り」を開催。5mの高さのクリスマスツリーを杉の小枝で製作した [18]。当日は、ワライナキのライブも行われた [19]。

## まちラボ企業
- アサヒグループホールディングス株式会社（アサヒ ラボ・ガーデン）
- 学校法人大原学園（梅田校ライセンススクエア）
- 富国生命保険相互会社（フコク生命お客様窓口）
- 株式会社竹中庭園緑化（アーバングリーンラボ）
- 小松精練株式会社・株式会社トーケン（小松精練・トーケン）
- 智の木協会（智の木協会）
- 株式会社ファイン（ファイン・モニタリングサロン）２０１３年５月より
- 山田朱織枕研究所（山田朱織枕研究所）２０１３年１０月より
- モリモト医薬（モリモト医薬・イノベーション・フロント）２０１３年１２月より
- 一般社団法人まちラボ産学技術ユニオン（一般社団法人まちラボ産学技術ユニオン]）2０１5年６月より
- 学校法人産業能率大学 西日本事業本部（学校法人産業能率大学総合研究所 西日本事業本部・セミナールーム）2０１9年３月より
- 株式会社ワークプロジェクト（株式会社ワークプロジェクト）２０１9年１２月より [20]
- 株式会社スタンドケイ（株式会社スタンドケイ）２０２０年２月より

- 株式会社フジキン（ギャラリー創）２０１３年５月まで
- 有限会社ネオプロジェクト（ヌーベルアロマ）２０１３年１１月まで

ほか。